# Río Chokeyapu

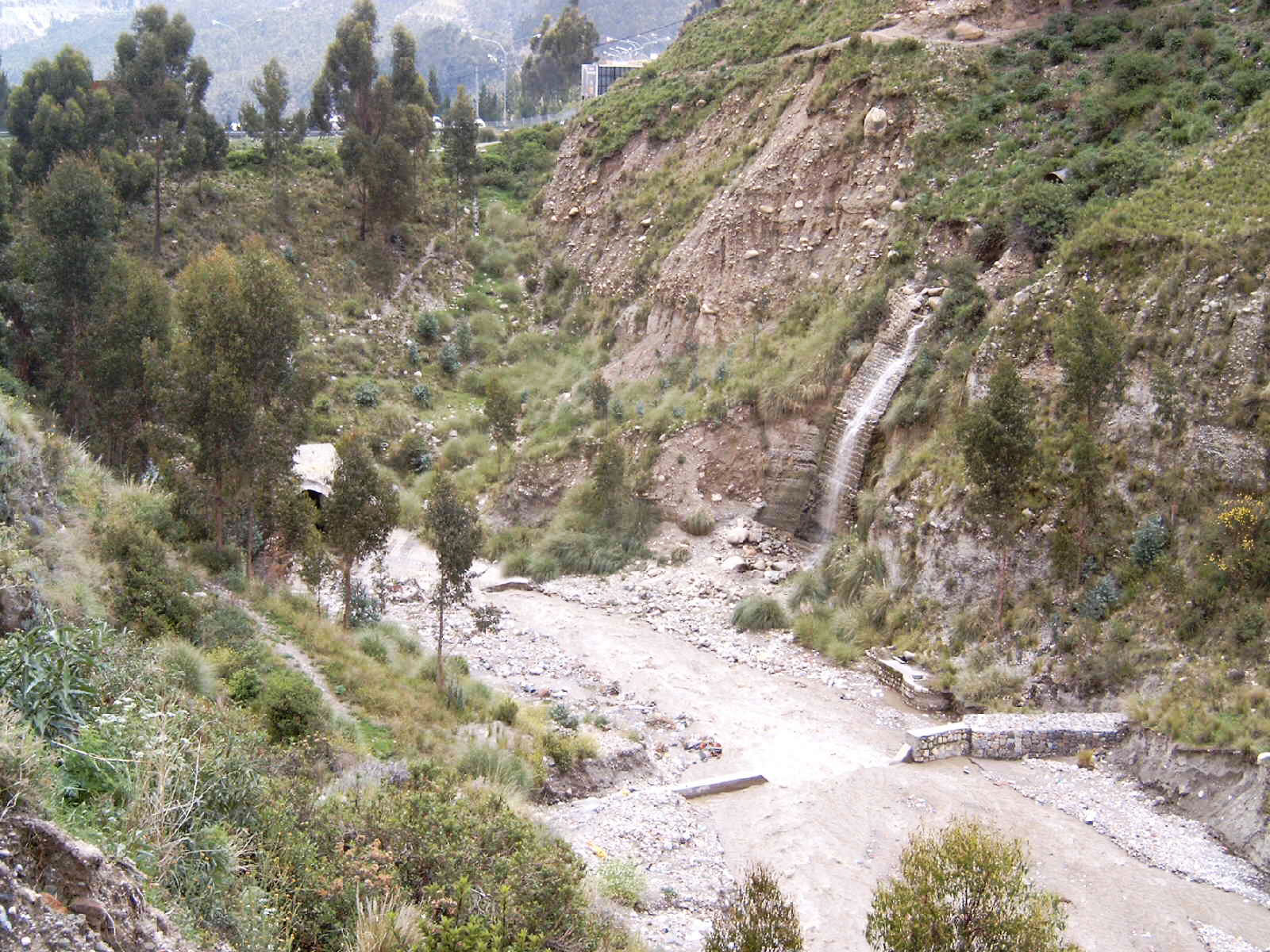
Choqueyapu an der Ruta 3, Blick nach Süden auf La Paz

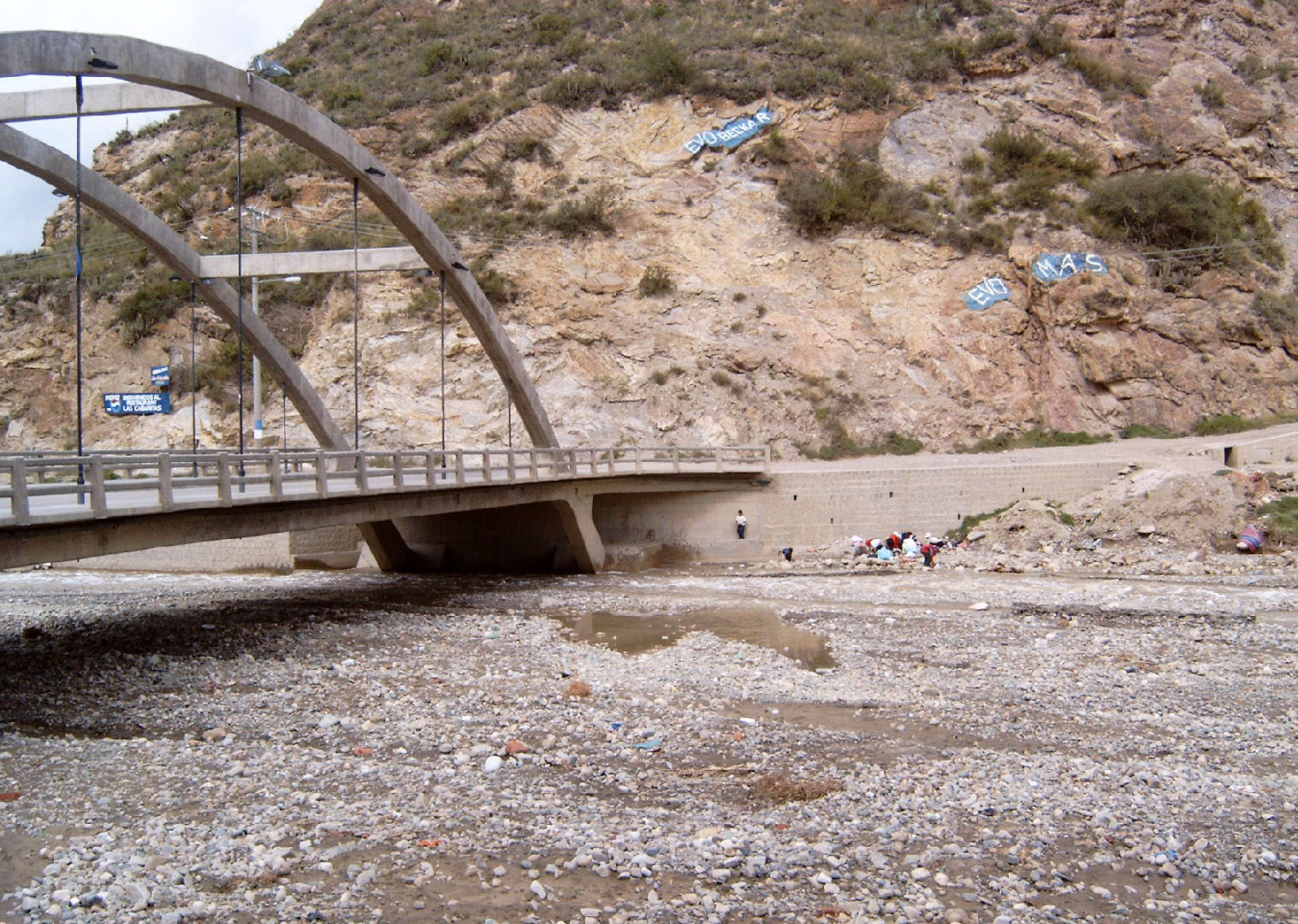
Puente Aranjuez über den Choqueyapu unterhalb von La Paz

Der Río Chokeyapu (oft Choqueyapu geschrieben) ist ein Fluss in den Anden Boliviens.

## Verlauf
Der Río Chokeyapu hat seine Ursprünge in der Cordillera Oriental etwa 35 Kilometer nördlich der Metropole La Paz an den Hängen der Gipfel Charquini und Wilamanquilisani. Quellort des Gewässers ist die Laguna Pampalarama, ein Bergsee von etwa 250 m Länge und 150 m Breite, der auf einer Höhe von 4486 m liegt und von mehreren periodisch fließenden Bergbächen gespeist wird. Der Chokeyapu fließt durch das Chakanta-Tal in südlicher Richtung und erreicht nach zwanzig Kilometern auf einer Höhe von 4000 m die nördlichen Randbezirke von La Paz.
Auf dem Weg durch die Stadt ist das meist nur wenig Wasser führende Flüsschen in ein betoniertes Bachbett gezwängt und wird im Bereich der Innenstadt über etwa vier Kilometer unterirdisch geführt. Auf einer Höhe von 3365 m trifft der Río Chokeyapu bei Kilometer 31 auf den von links zufließenden Río Orko Jahuira und weitere vier Kilometer später auf den ebenfalls von links zufließenden Río Irpavi, die beide ebenfalls nur eine geringe Wasserführung haben. Nach insgesamt 36 km verlässt der Chokeyapu den Talkessel von La Paz in südlicher Richtung. Von dort aus trägt er den Namen Río de la Paz, durchbricht die Cordillera Real und fließt dann nach Norden bis zur Mündung in den Río Beni, der über den Rio Madeira in den Amazonas entwässert.

## Nebenflüsse
Der Río de la Paz und besonders der Río Chokeyapu als sein Oberlauf schneiden sich von Osten her in ein nach Süden entwässerndes Gebiet des Altiplano ein, so dass dem Fluss nur von Norden her und damit von links die folgenden nennenswerten Nebenflüsse zuströmen:
- Orko Jahuira; 29,1 km, 91,8 km²
- Irpavi; 32 km, 162,9 km²
- Achumani; 15,7 km, 62,1 km²
- Huayñajahuira; 10,1 km, 17,8 km²

Durch die Wasserversorgung der Stadt La Paz wird auch Wasser aus westlich benachbarten Flüssen, die die Bergregion des Huayna Potosi zum Altiplano entwässern, herangeführt. Bei Mallasa strömt dieses Wasser zusammen mit dem im Einzugsgebiet des Chokeyapu gefassten Wasser aus der zentralen Kläranlage von La Paz dem Fluss zu. Dieser Zustrom schwankt zwischen 2 m³/s und 2,5 m³/s.

## Umweltsituation
Die Talhänge des Chokeyapu sind durch Schürftätigkeit teilweise instabil und werden zudem erodiert, da Oberflächenwässer aus der Stadt in diesen Graben fließen.
Im Jahr der Berge wurde ein weltweiter Architektenwettbewerb veranstaltet, um für diesen zentralen Raum Gestaltungsmöglichkeiten zu erarbeiten. Es ging darum, einerseits bestehende Anlagen im Umfeld, wie z. B. das Kusillo-Museum an der orografisch linken Talseite zu integrieren und andererseits das gesamte Tal als Parklandschaft und städtischer Verbindungsraum aufzuwerten. Das Konzept von Axel Lohrer und Ursula Hochrein wird gegenwärtig in Teilprojekten umgesetzt. Weitere Preise wurden an die Büros Aidin, Peter Bedner, Mallon, Morandi, Plinston, Valenzuela und Wagner vergeben.

## Name
Der Name wird teils als Zusammensetzung der Aymara-Wörter chuqi („Feingold“) und apu („hoher Herr“) verstanden, teils als Zusammensetzung aus ch'uqi („Kartoffel“) und yapu („Landgut“), was sich auf Kartoffelländereien im Talkessel bezöge. Die Ortslage von La Paz hat bei den Aymara bis heute die Bezeichnung „Chuquiyapu Marka“ oder „Chuquiago Marka“ (Marka: „Ort“).